# Dick Fulmine
Dick Fulmine es un personaje de historieta italiano, protagonista de la serie homónima, que fue creado por Vincenzo Baggioli a los guiones y Carlo Cossio a los dibujos en 1938. Gozó de gran éxito en su país natal y en España, donde fue conocido como Juan Centella.

## Trayectoria editorial
La serie apareció por primera vez el 29 de marzo de 1938 en el segundo número de Albi dell'Audacia de la editorial Vittoria ("La banda del pazzo"). Vincenzo Baggioli era periodista deportivo, mientras que Carlo Cossio se inspiró en el púgil campeón del mundo Primo Carnera.
Posteriormente fueron escritas nuevas historias por otros guionistas y dibujantes, publicadas por las editoriales Edizioni Juventus, Editrice Vulcania, Cremona Nuova, Edizioni Ippocamo y Casa Editrice Selene.

## Argumento
Dick Fulmine es un musculoso italoestadounidense, agente encubierto de la policía de Chicago, que combate a los criminales, especialmente judíos, negros y sudamericanos (según los prejuicios raciales propios del fascismo) para defender a sus compatriotas en dificultades. Usándolo como herramienta propagandística, durante la Segunda Guerra Mundial los autores hicieron de él un belicoso soldado del Regio Esercito.
Después de la guerra y la caída del fascismo, el personaje revivió de la mano de otros autores.